# Schloss Ulmerfeld

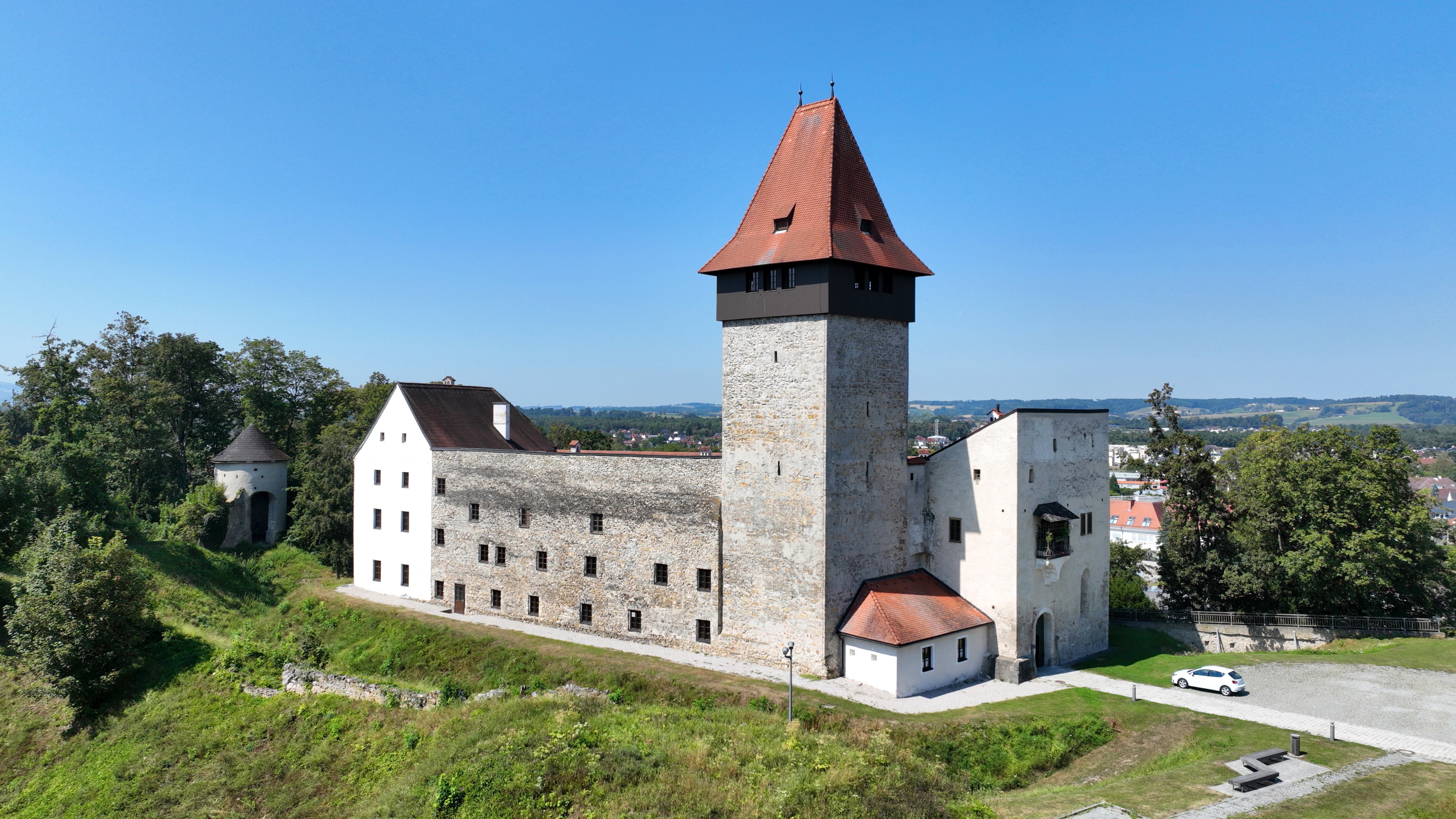
Schloss Ulmerfeld

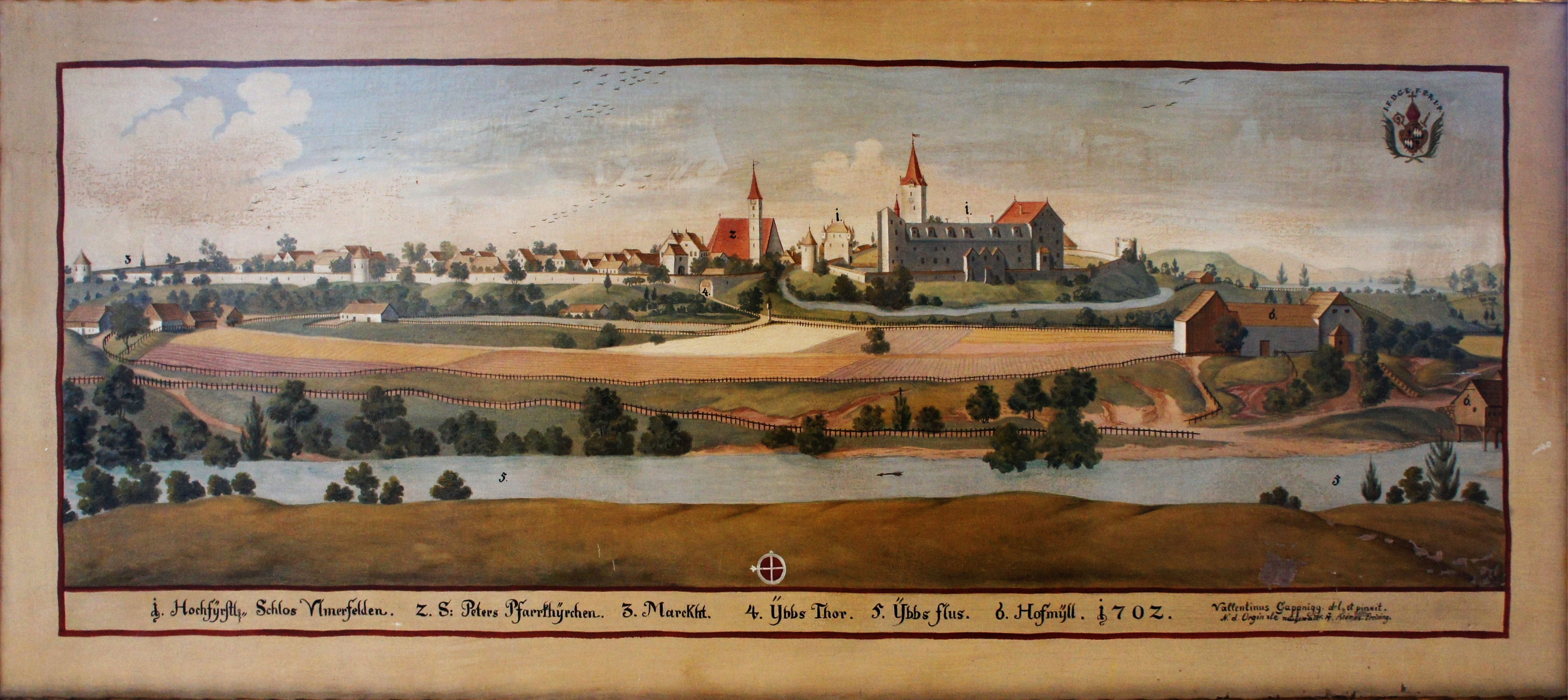
Schloss Ulmerfeld 1702 auf einem Gemälde im Fürstengang Freising

Schloss Ulmerfeld ist ein Schloss in Ulmerfeld bei Amstetten in Niederösterreich.

## Geschichte
Am 15. August 995 wurde Ulmerfeld erstmals in einer Tauschurkunde Bischof Gottschalks von Passau erwähnt. Die Urkunde bezieht sich auf die Übergabe Ulmerfelds durch König Otto III. an den Bischof von Freising. Im Jahr 1189 erwarb das Hochstift Freising für alle seine Besitzungen von Kaiser Friedrich Barbarossa das Recht des sogenannten „Burgwerks“. 1321 erfolgte unter der Herrschaft Bischof Konrads III. dem Sendlinger der Ausbau der Burg zum Verwaltungszentrum und Sitz des Freisinger Pflegers. Es entstehen u. a. der Bergfried und die Torhalle.
Unter den Bischöfen Berthold von Wehingen und Nikodemus della Scala entstehen um 1400 weitere Zubauten an der Burg. 1597 Während des Niederösterreichischen Bauernaufstands 1596/1597 besetzten Aufständische die Burg und nahmen den Pfleger kurzzeitig gefangen. Im 17. Jahrhundert erfolgte die Errichtung des sog. Verwaltertraktes. Im 18. Jahrhundert wurde an die Nordmauer der Burg wird ein Spital angebaut.
1803 endete die Freisinger Herrschaft mit der Säkularisation. Zwischen 1808 und 1823 befand sich das Schloss in staatlicher Verwaltung und wechselte danach häufig die Eigentümer. 1930 ging das Schloss in das Eigentum der Neusiedler AG über und wurde 1975 von der Großgemeinde Amstetten zum Kaufpreis von 80.000 Schilling erworben. Heute dient es als Probesaal des Musikvereins und als Jugendherberge und beherbergt auch Gemeindewohnungen.
Das Schloss beherbergt ein ortsgeschichtliches Museum und im Schlossturm die Historische Waffensammlung von Ernst Urschitz (* 12. Jänner 1925 - † 7. Jänner 2003) mit über 400 Exponaten. Der 23 m hohe Turm dient auch als Aussichtswarte mit einem Rundblick auf das Mostviertel. In der Säulenfesthalle des Schlosses können Trauungen vollzogen werden.

## Bildergalerie

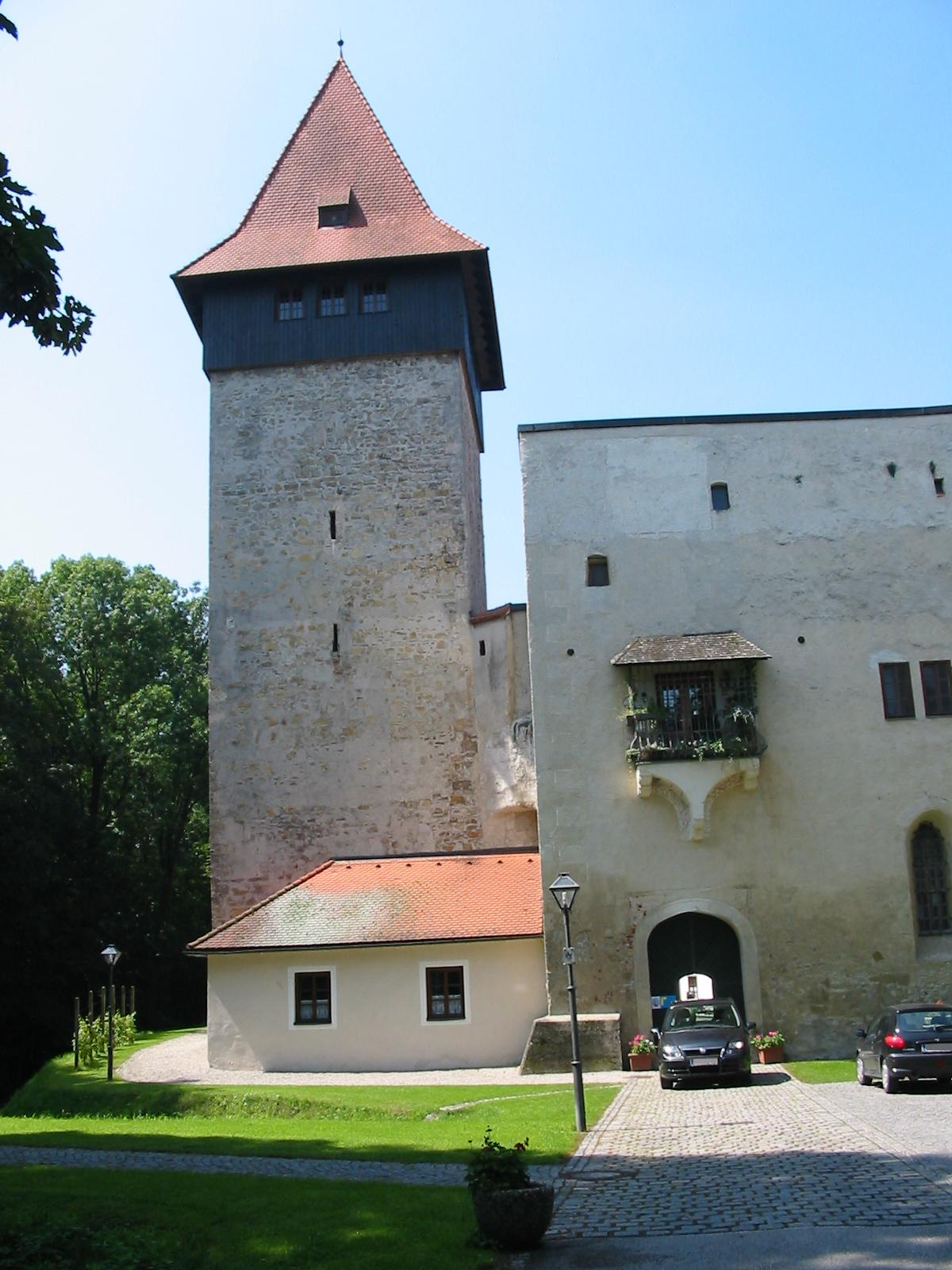
Haupteingang mit Turm
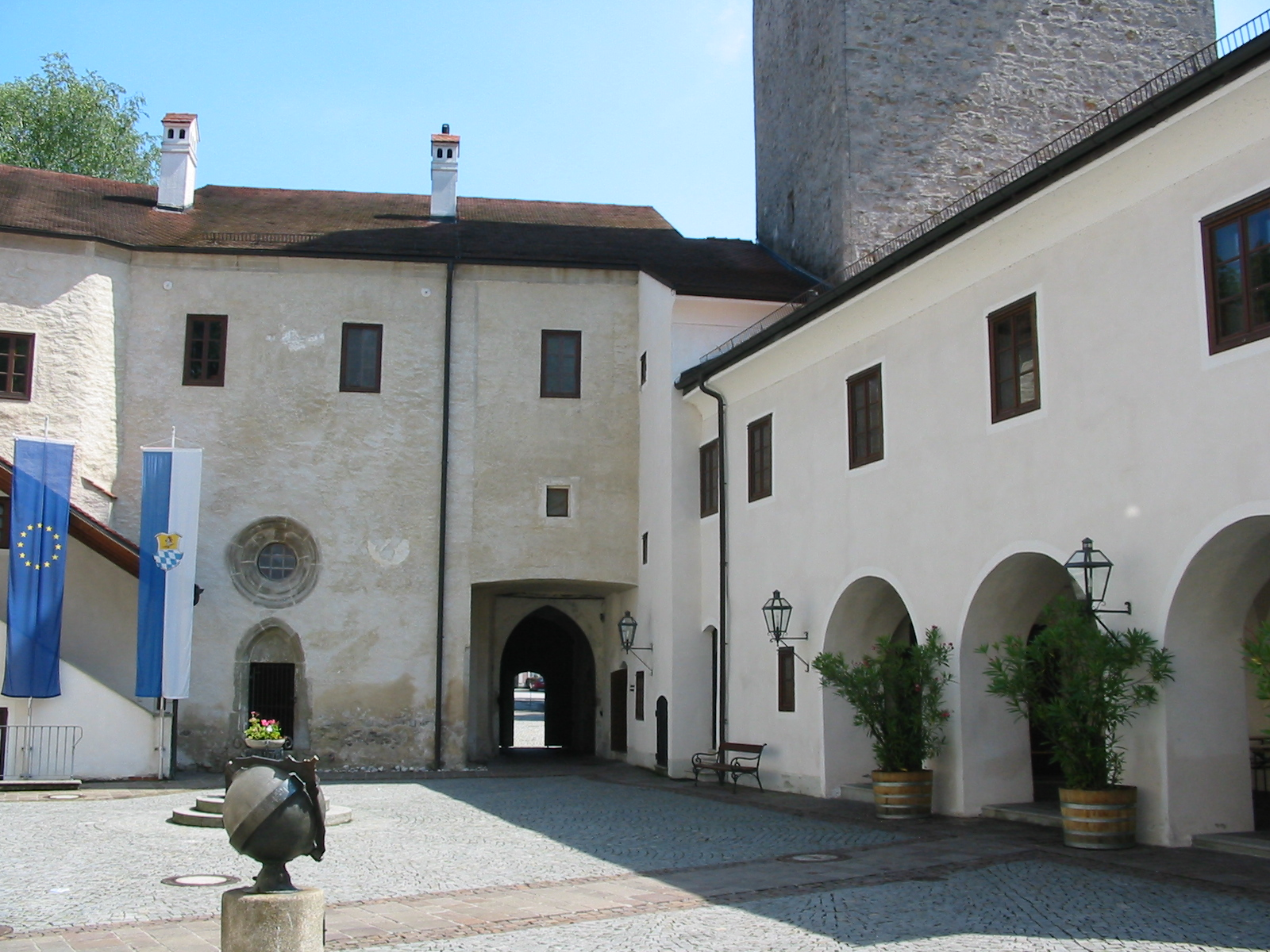
Haupteingang vom Innenhof aus gesehen
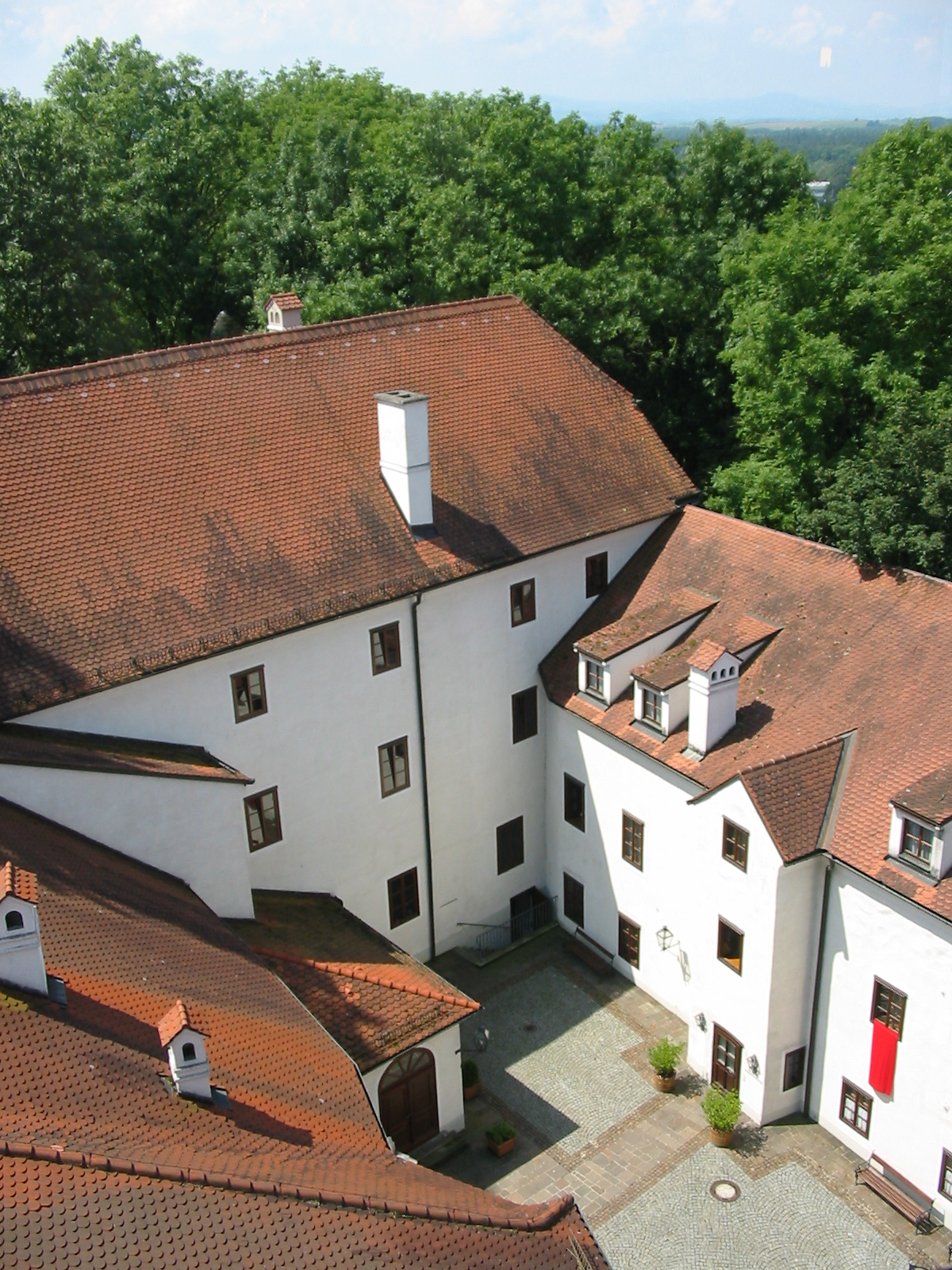
Innenhof vom Turm aus gesehen
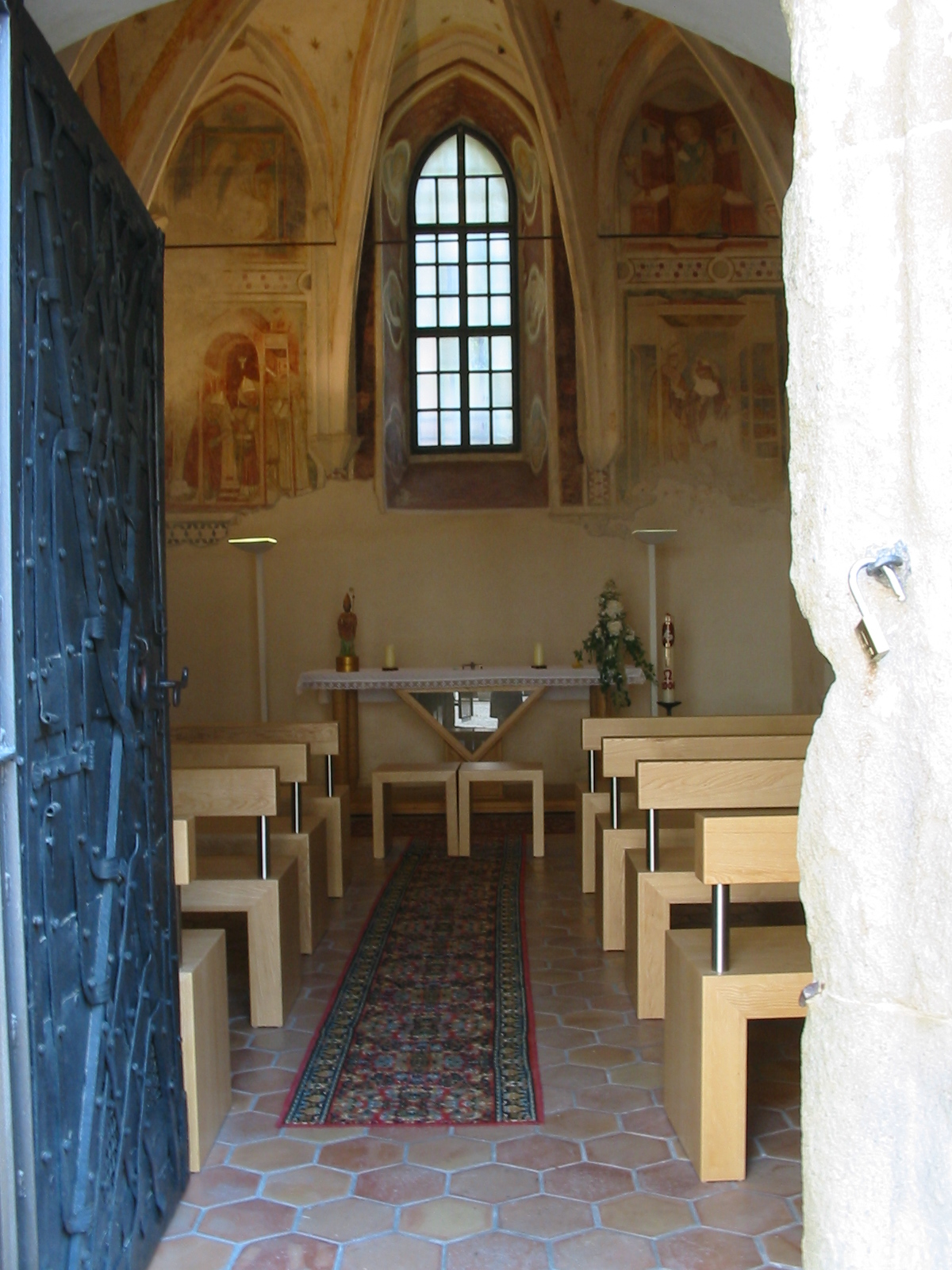
Schlosskapelle
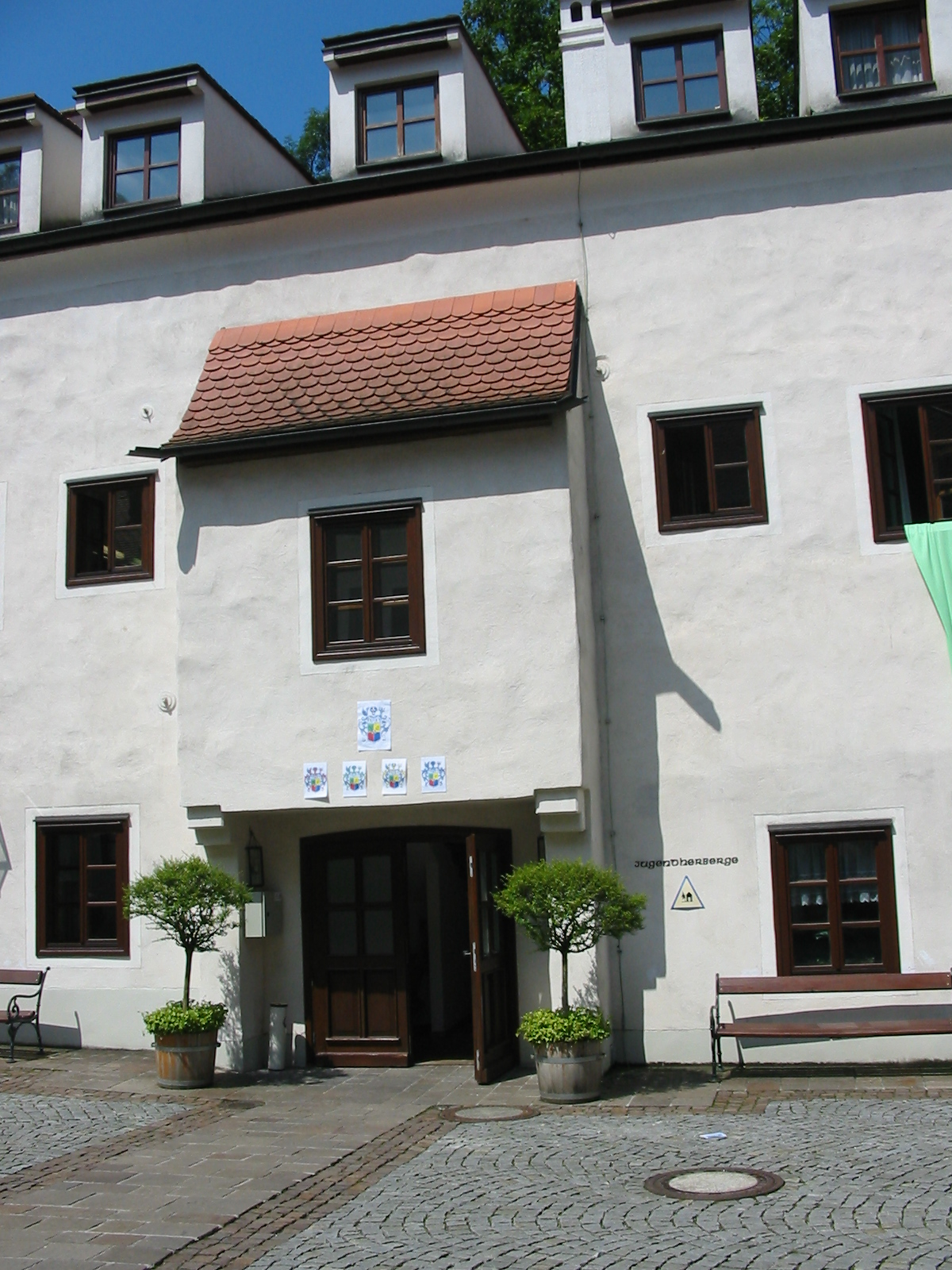
Eingang zur Jugendherberge
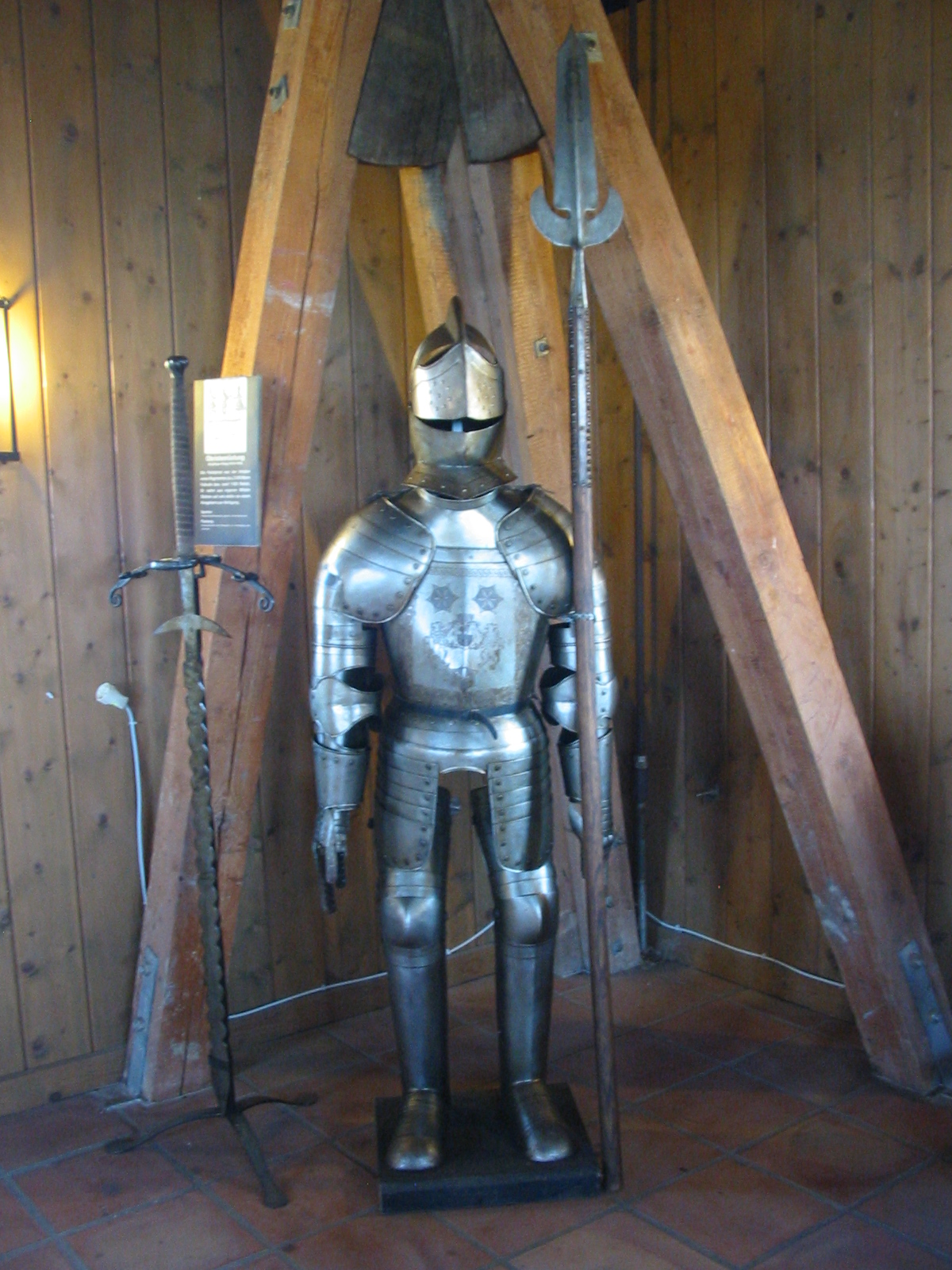
Waffensammlung Urschitz – Ritterrüstung
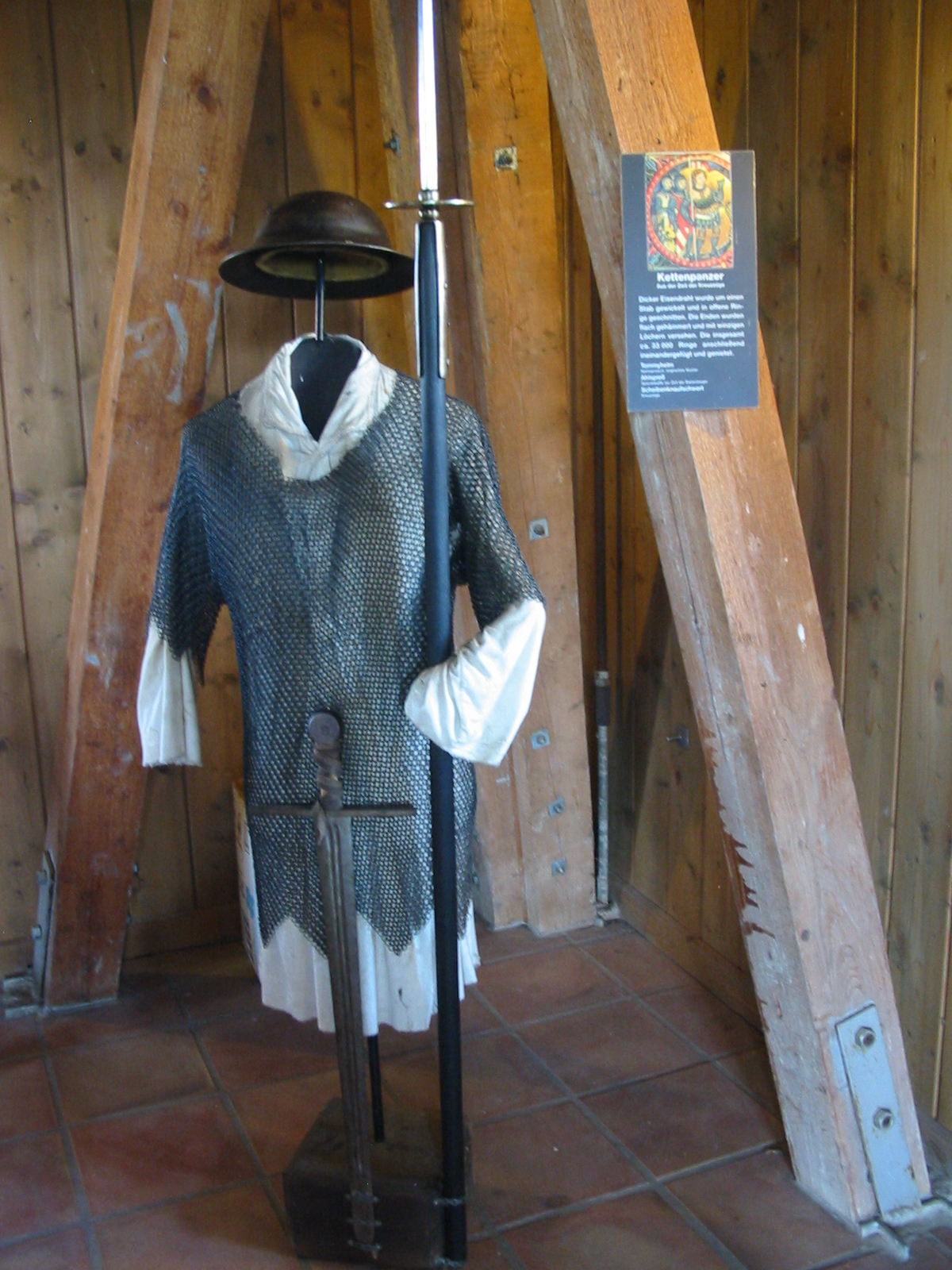
Waffensammlung Urschitz – Kettenpanzer
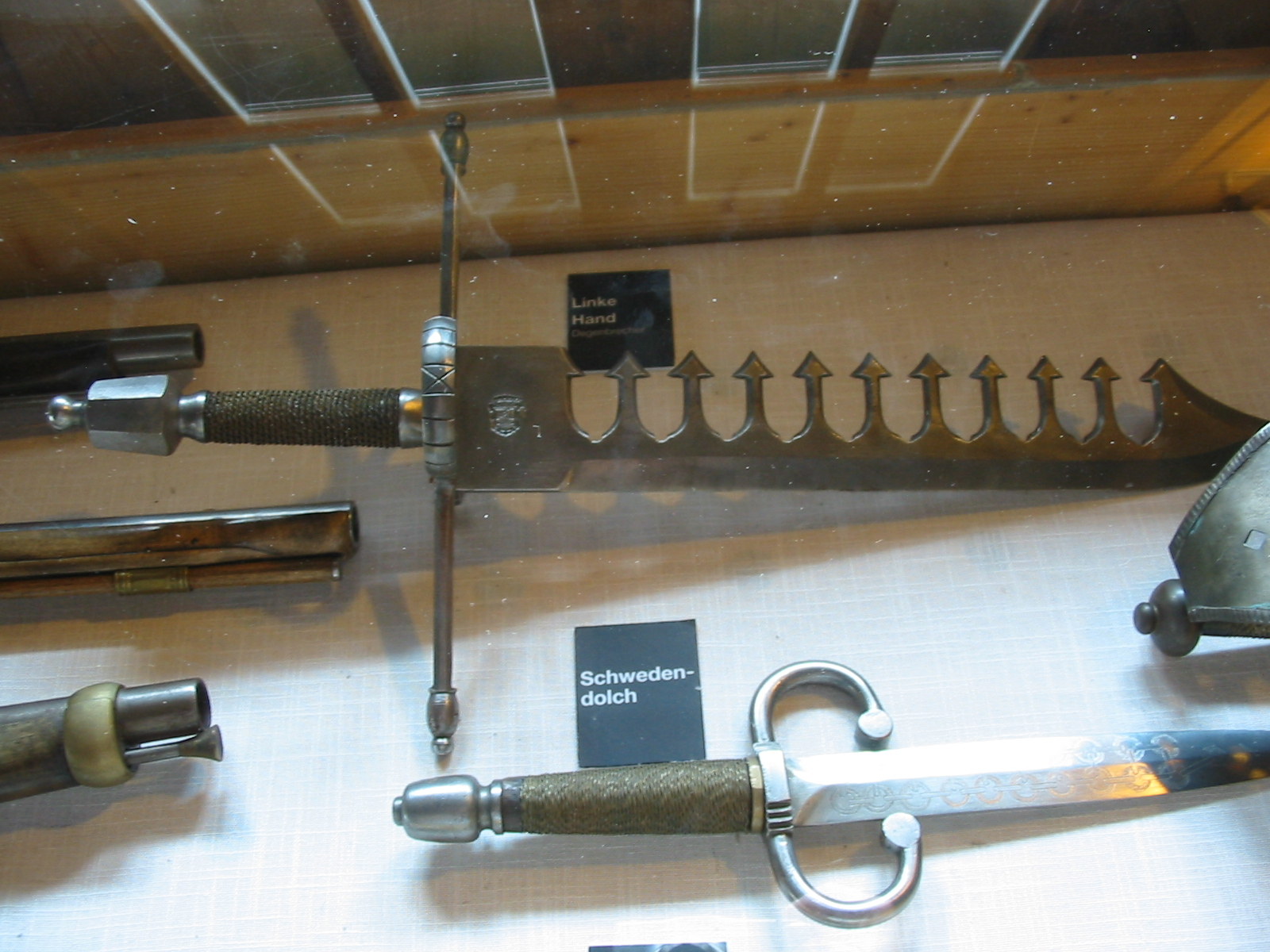
Waffensammlung Urschitz – Diverse Dolche